# Adam Lisewski
Adam Lisewski (n. 20 ianuarie 1944, Varșovia, Guvernământul General – d. 23 februarie 2023, Varșovia, Polonia) a fost un scrimer polonez, medaliat olimpic. A participat la o ediție a Jocurilor Olimpice (1968) în care a câștigat o medalie de bronz.

## Participări
Lista de mai jos prezintă principalele competiții la care a participat Adam Lisewski de-a lungul carierei.
- fencing at the 1968 Summer Olympics – men's team foil[*]